# Dąb wirginijski
Dąb wirginijski (Quercus virginiana Mill.) – gatunek rośliny z rodziny bukowatych (Fagaceae Dumort.). Występuje naturalnie w południowych oraz południowo-wschodnich Stanach Zjednoczonych – w Alabamie, na Florydzie, w Georgii, Luizjanie, Missisipi, Karolinie Północnej, Karolinie Południowej, Teksasie i Wirginii. 

## Morfologia

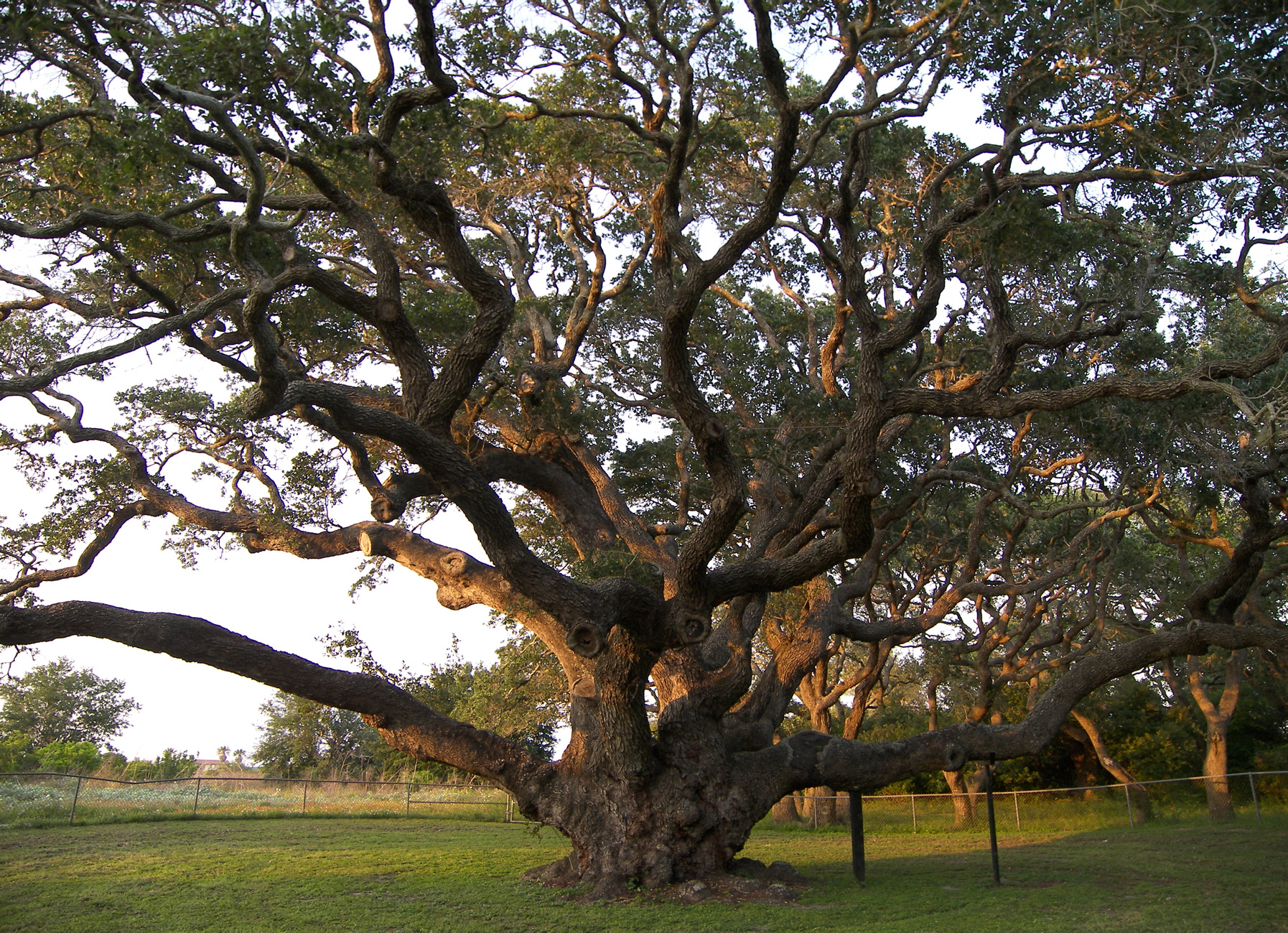
Ponad stuletni okaz w Teksasie

PokrójCzęściowo zimozielone drzewo lub krzew. Dorasta do 35 m wysokości. Kora ma brązową lub czarną barwę, łuszczy się.
LiścieBlaszka liściowa ma kształt od odwrotnie jajowatego do lancetowatego. Mierzy 3,5–9 cm długości oraz 2–4 cm szerokości, jest ząbkowana na brzegu, ma klinową lub zaokrągloną nasadę i ostry wierzchołek. Ogonek liściowy jest nagi i ma 1–10 mm długości.
OwoceOrzechy zwane żołędziami o kształcie od jajowatego do cylindrycznego, dorastają do 15–20 mm długości i 8–15 mm średnicy. Osadzone są pojedynczo w miseczkach w półkulistym kształcie lub w formie kubka, które mierzą 8–15 mm długości i 8–15 mm średnicy.

## Biologia i ekologia
Rośnie w zaroślach, zimozielonych lasach oraz widnych lasach. 

## Zastosowanie
Indianie z plemienia Houma używali tego gatunku w leczeniu czerwonki. 
Z drewna tego drzewa zbudowano kadłub USS Constitution. Wytrzymałość tego materiału sprawiła, że wiele kul armatnich odbijało się od burt tej fregaty, dzięki czemu zdobyła przydomek Old Ironsides.